# Mas de Roquer
El Mas de Roquer és una masia de Vilanova i la Geltrú (Garraf) protegida com a Bé Cultural d'Interès Local.

## Descripció
Es tracta d'una masia de coberta a dues vessants amb carener paral·lel a la façana principal i amb construccions complementàries adossades.
La masia originària és de planta rectangular composta de planta baixa i una planta pis. Consta de tres crugies perpendiculars a la façana amb entrada central i l'escala a la crugia lateral (originalment estava a la crugia central). La masia es va ampliar el 1908.
A l'edifici original, les parets de càrrega són de paredat comú. Els forjats són de bigues i llates de fusta i rajola. Pel que fa a l'ampliació de 1908 les parets de càrrega també són de paredat comú, pilars i pilastres de totxo, jàsseres de ferro, bigues i llates de fusta i rajola.
La part antiga té tres portals d'arc rebaixat i dos finestres laterals amb llinda a la planta baixa. A la planta pis trobem dos finestres i dos balcons. A l'entrada hi ha un petit porxo amb coberta a dues vessants. La part corresponent a l'ampliació té paraments de pedra vistos i totxo. S'accedeix a l'interior mitjançant un portal de mig punt amb dovelles, galeria cantonera d'arcades de mig punt a la planta primera. Trobem un matacà de totxo i un finestral simulat de quatre obertures.

## Història
Antigament era coneguda per corral d'en Llorenç, que pertanyia a la quadra del Piulart. Més tard es va anomenar corral del Daniel i passà a anomenar-se mas Roquer quan l'adquirí Francesc Roquer, farmacèutic associat amb Sebastià Gumà per obrir la fàbrica de la Rambla (1833). Quan morí Roqué, la finca passà a la família Aloy, anomenant-se així al 1871. Al 1898, va ser venuda a Francesc Font i Gumà, que recuperà el nom de mas Roquer i que hi va fer construir un edifici pel seu germà l'arquitecte Josep Font i Gumà al 1915.